# Capitella aberranta
Capitella aberranta är en ringmaskart som beskrevs av Hartman och Fauchald 1971. Capitella aberranta ingår i släktet Capitella och familjen Capitellidae. Inga underarter finns listade i Catalogue of Life.